# 上盧瓦爾省
上盧瓦爾省（法語：Haute-Loire，法語：[ot lwaʁ] ⓘ）是法國奥弗涅-罗讷-阿尔卑斯大区所轄的省份。該省編號為43。

## 历史
上卢瓦尔省是在1790年3月4日爆发的法国大革命中成立的最初的83个省份之一，包括奥弗涅、朗格多克和里昂行省的部分地域。

## 地理
上卢瓦尔省属于奥弗涅-罗讷-阿尔卑斯大区的一部分，相邻的省份有卢瓦尔省、阿尔代什省、洛泽尔省、康塔尔省，和多姆山省。
该省覆盖了卢瓦尔省的上部。

## 人口
该省驻民称为Altiligériens。